# Danilo Kalafatović
Danilo Kalafatović Данило Калафатовић (Konarevo, 27 ottobre 1875 – Moosburg an der Isar, 1946) è stato un generale serbo con cittadinanza serba.
Fu generale nel Regno di Iugoslavia e prestò servizio negli eserciti del Regno di Serbia (Kraljevska jugoslavenska vojska) e nel Regno di Jugoslavia (Kraljevska jugoslavenska vojska) durante la prima metà del XX secolo. Durante la Seconda Guerra mondiale, egli fu Capo di Stato Maggiore e Comandante supremo dell'esercito jugoslavo.

## Biografia
Kalafatović nacque il 27 ottobre 1875 a Konarevo, vicino a Kraljevo. Alla fine della Seconda Guerra mondiale, Kalafatović divenne capo della sezione operativa dello Staff generale serbo.
Durante l'invasione della Jugoslavia da parte delle Potenze dell'Asse il 13 aprile 1941, il Generale Kalafatović fu nominato Capo di stato maggiore generale dell'Esercito jugoslavo dal re Pietro II, succedendo al Generale Dušan Simović, che era anche Primo Ministro. A seguito della sconfitta del Regno di Jugoslavia, Kalafatović designò Ministro degli Affari esteri della Jugoslavia Aleksandar Cincar-Marković e il Generale Radivoje Janković, affinché firmassero l'atto di resa incondizionata del Paese alle Potenze dell'Asse.
Morì nel 1946 a Moosburg an der Isar, in una Zona di occupazione della Germania. I suoi archivi militari si trovano a Toronto.